# Drapeau du Tchad
Le drapeau du Tchad est un drapeau tricolore vertical bleu, or, rouge qui constitue l'emblème national de la république du Tchad. Il en est le drapeau depuis son adoption le 6 novembre 1959 et est mentionné dans l'article 8 de la Constitution tchadienne de 2018.  
Le Tchad ne possède pas de pavillon car il n'a pas d'accès à la mer et le lac Tchad n'est plus navigable. Le drapeau est semblable au drapeau de la Roumanie mais les teintes de bleu et de jaune sont légèrement différentes.  

## Dimensions et couleurs

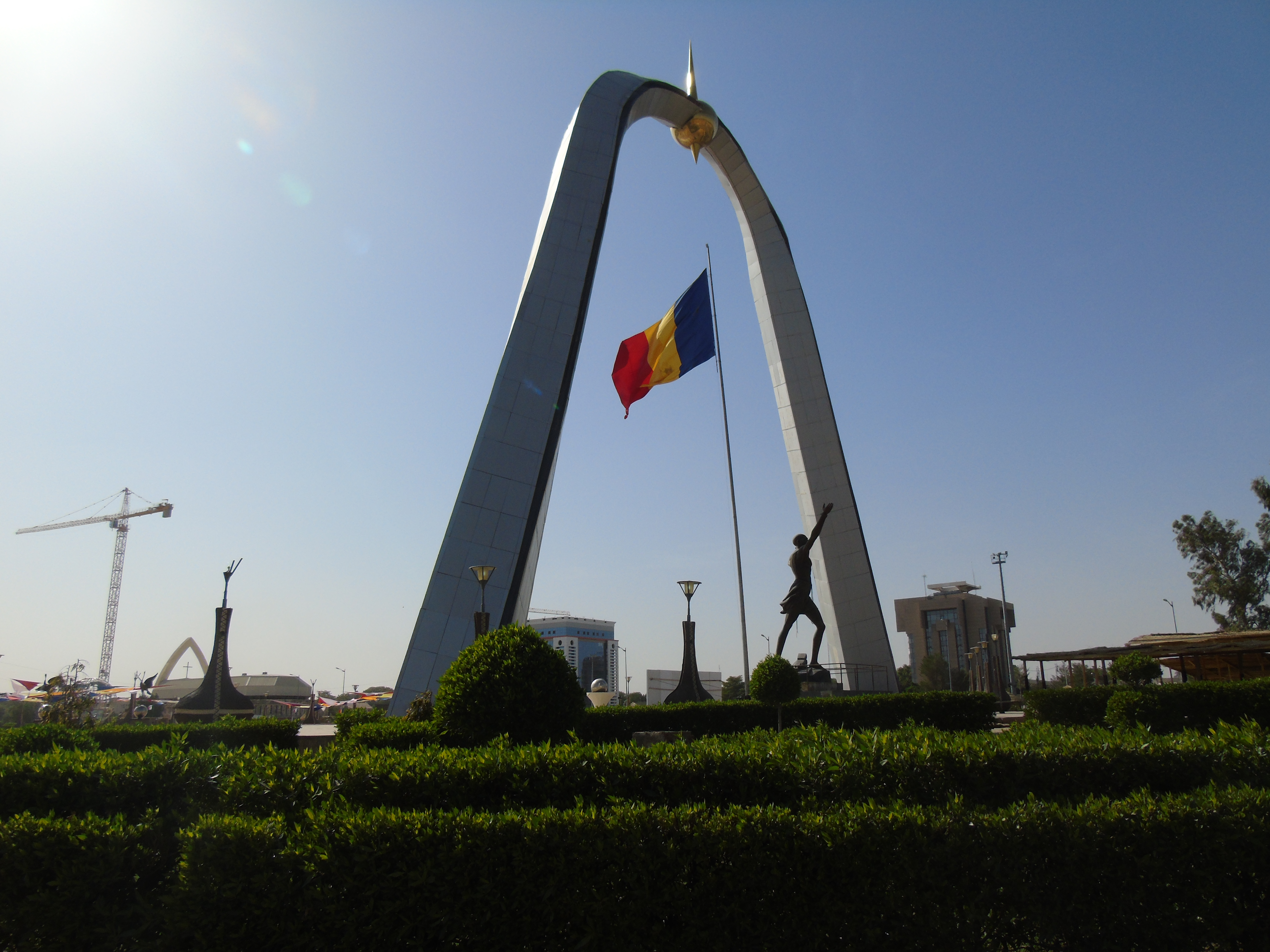
Le drapeau du Tchad flottant sur la place de la Nation à N'Djaména en 2018.

Le drapeau du Tchad est décrit dans le premier alinéa de la Constitution tchadienne de 2018 :

« L'emblème national est le drapeau tricolore : bleu, or, rouge à bandes verticales et à dimensions égales, le bleu étant du côté de la hampe. »

— Constitution de la République du Tchad
Ses proportions entre largeur et hauteur ne sont pas spécifiées.
| Couleur | ● Bleu      | ● Or        | ● Rouge     |
| ------- | ----------- | ----------- | ----------- |
| HTML    | #002669     | #FFCC00     | #D20F36     |
| RVB     | 0, 37, 105  | 255, 204, 0 | 210, 15, 54 |
| Pantone | 281c        | 116c        | 186c        |
| CMJN    | 100.64.0.59 | 0.20.100.0  | 0.93.74.18  |

## Histoire
Après la proclamation de la république du Tchad, une commission parlementaire chargée de proposer un drapeau — en remplacement du drapeau français — recommande le 30 juin 1959 un drapeau tricolore vert-or-rouge. Cet arrangement étant déjà utilisé par la fédération du Mali, c'est une variante remplaçant le vert par du bleu qui est adoptée le 6 novembre 1959. Ces couleurs et leur disposition ont été choisies par le dernier gouverneur de la colonie française du Tchad, sur le modèle du drapeau de la France.

## Signification
La symbolique associée aux couleurs initialement proposées est celle de la fertilité des terres du sud (vert), du désert du nord (or) et du sang que les citoyens sont prêts à verser pour défendre leur patrie (rouge).
La signification associée au drapeau finalement adoptée est différente :
- le bleu symbolise le ciel[2]
- l'or symbolise le soleil[2]
- le rouge symbolise l'unité de la nation[2].

## Drapeaux historiques
Avant l'adoption de l'actuel drapeau du Tchad, d'autres drapeaux ont été associés au territoire au fil de l'histoire du pays.

Drapeau possible du Kanem, également appelé Organa, selon le portulan d'Angelino Dulcert de 1339.
Drapeau possible du Bornou, selon l'atlas de Gabriel de Vallseca de 1439.
Drapeau de la France et de l'Afrique-Équatoriale française (1900-1960).
Drapeau du gouvernement du Tchad « France libre » sous Pierre-Olivier Lapie (1940-1942).
Drapeau personnel de Pierre-Olivier Lapie, gouverneur du Tchad (1940-1942).
Drapeau de la Communauté française (1958-1960).

## Drapeaux similaires
Le drapeau du Tchad est semblable à trois autres drapeaux : le drapeau civil d'Andorre, celui de la Moldavie et celui de la Roumanie, les quatre étant inspirés du drapeau français. Ils diffèrent par la nuance de bleu : indigo pour le Tchad, bleu roi pour la principauté d'Andorre, smalt pour la Moldavie et cobalt pour la Roumanie. En outre ceux officiels de l'Andorre et de la Moldavie comportent des armoiries en leur centre. 
Au moment de l'adoption du drapeau tchadien en 1959, le drapeau roumain pendant la période communiste comportait cependant des armoiries qui le différenciait, ce qui est toujours le cas des drapeaux officiels d'Andorre et de la Moldavie. 

Drapeau national du Tchad.
Drapeau de la Roumanie.
Drapeau de la Roumanie pendant le communisme
Drapeau civil d'Andorre.
Drapeau de la Moldavie.
Drapeau officiel d'Andorre.